# Structura Richat
Format:Infobox landform

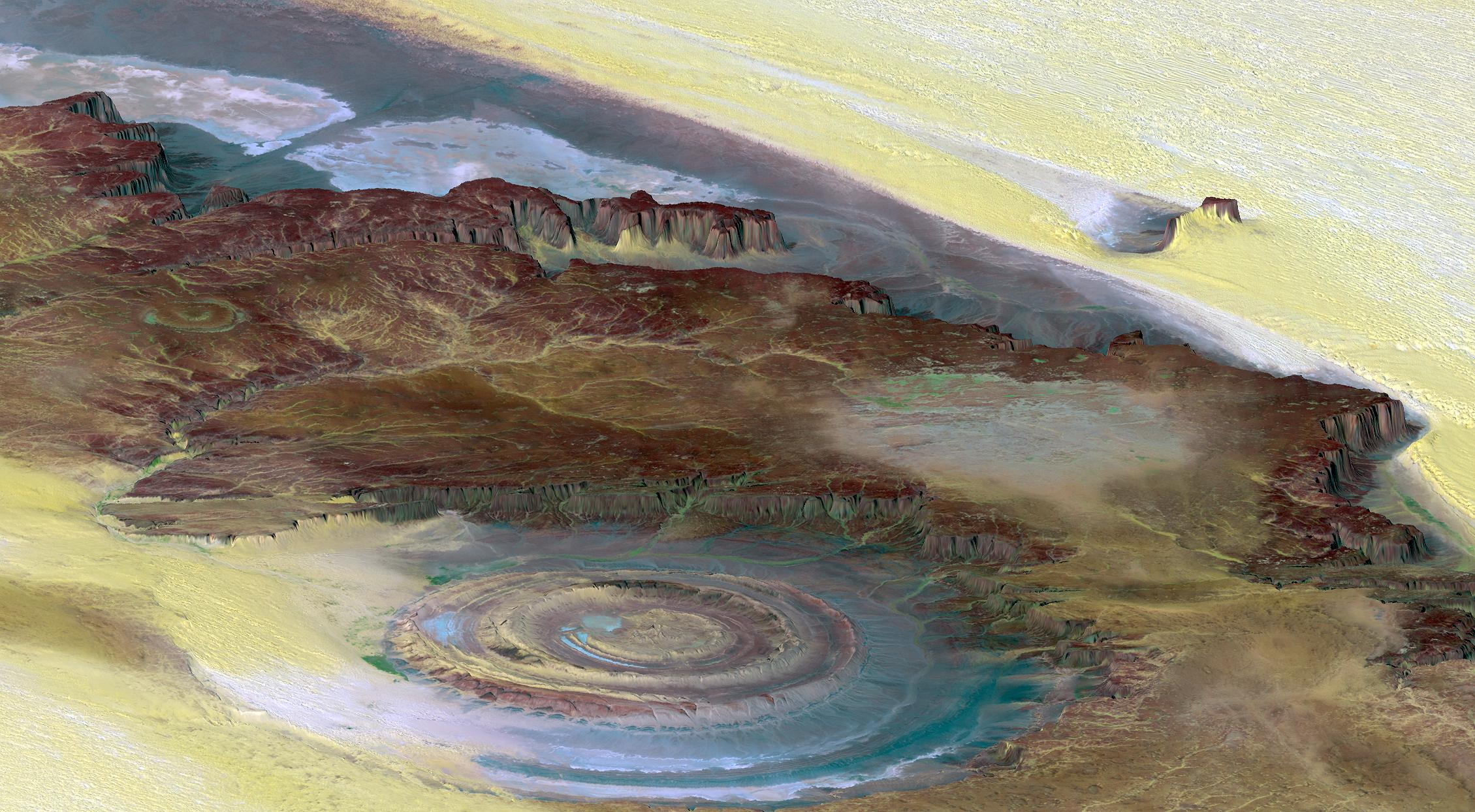
O reconstrucție topografică (scalată 6: 1 pe axa verticală) din fotografiile din satelit. Colorare falsă după cum urmează:
• Maro: roca de bază
• Galben / alb: nisip
• Verde: vegetație
• Albastru: sedimente sărate

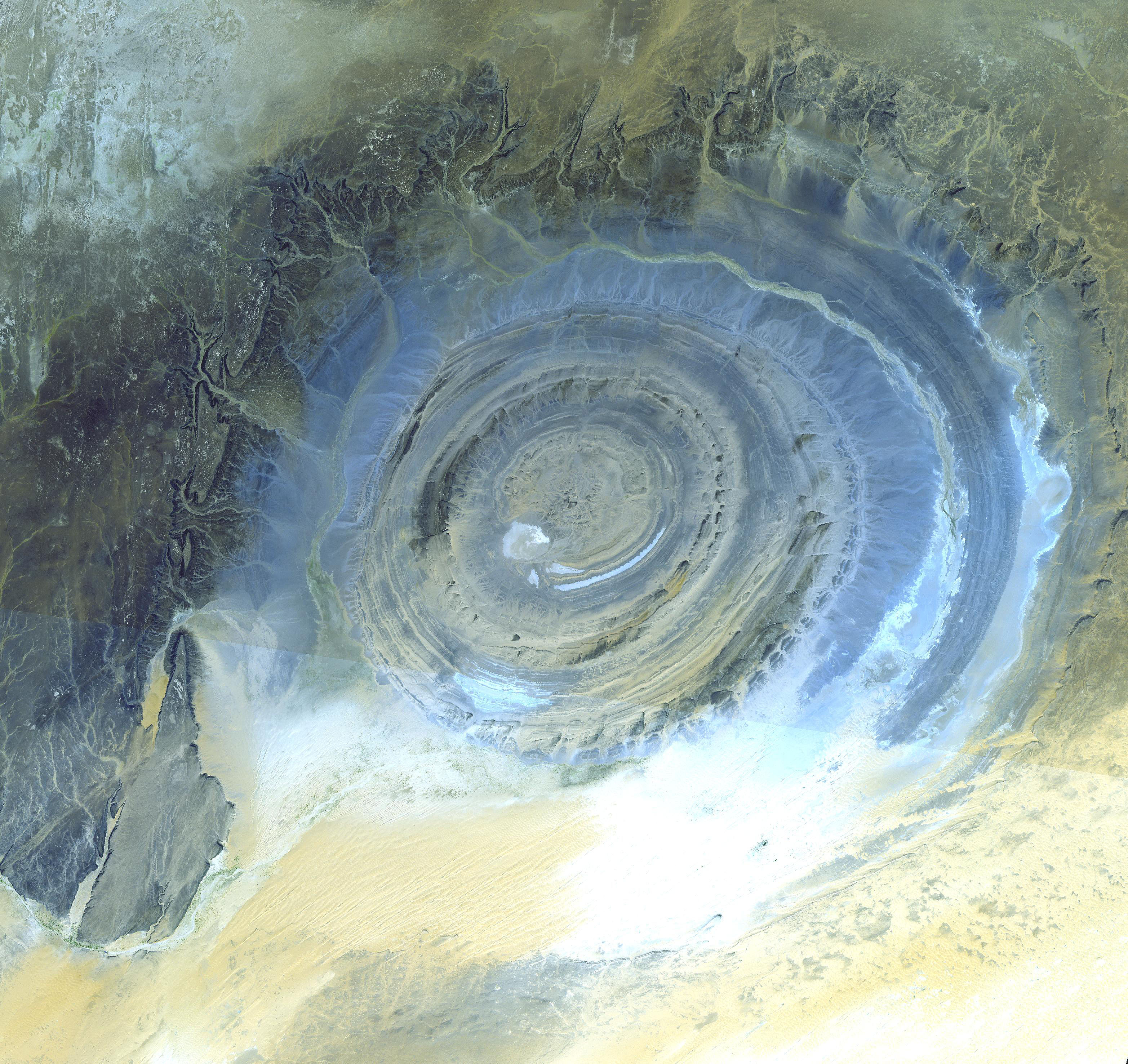
Imagine prin satelit a structurii Richat (culoare falsă)

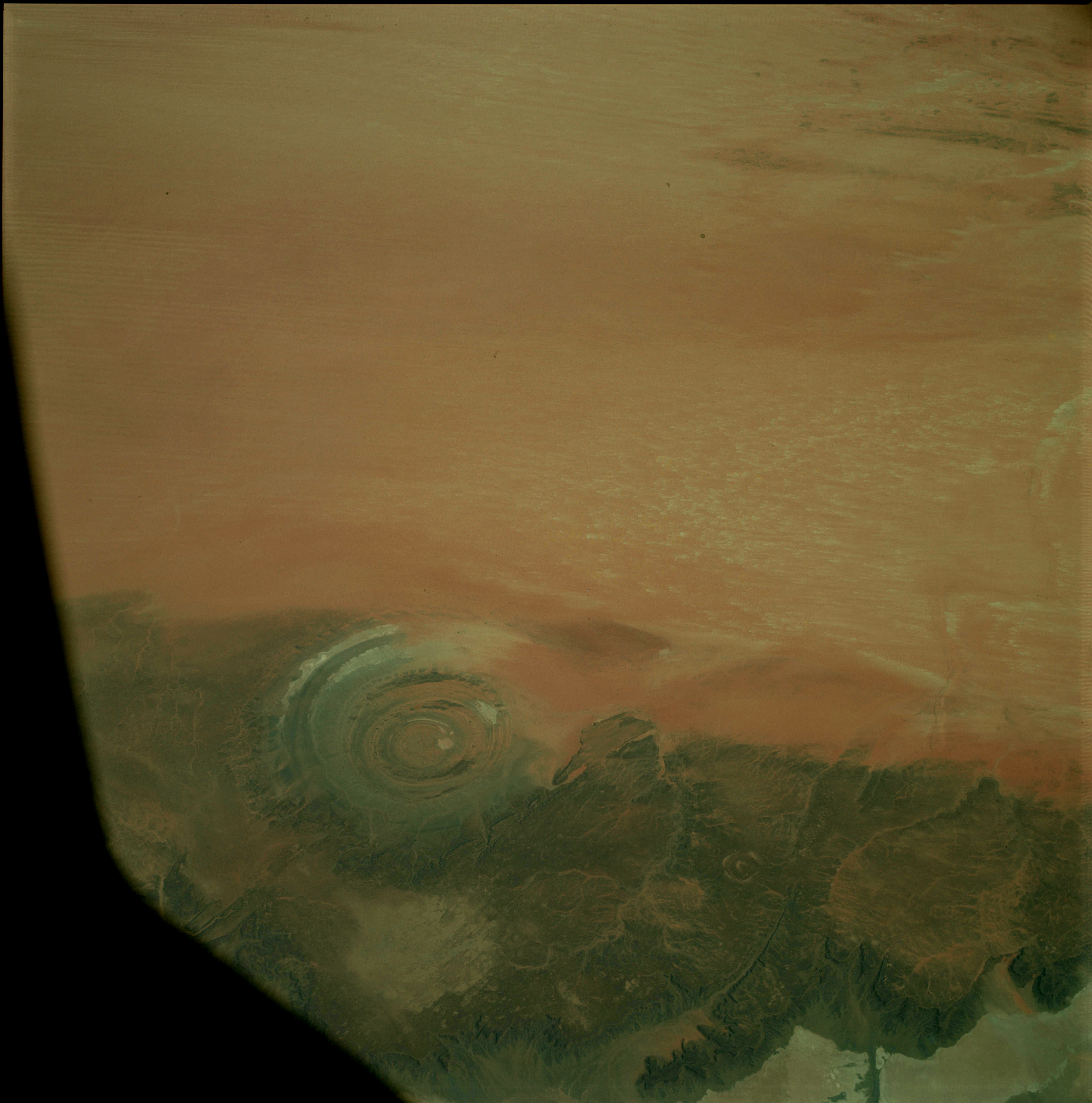
Imagine Apollo 9

Structura Richat, numită și Guelb er Richât (arabă قلب الريشات Qalb ar-Rīšāt), Ochiul Africii, Ochiul Mauritaniei sau Ochiul Saharei  este o structură circulară proeminentă în Platoul Adrar din Sahara, în apropiere de Ouadane, Mauritania de centru-vest, Africa de Nord-Vest. Este un dom erodat, de 40 kilometri (25 mi) în diametru, expunând roca sedimentară în straturi care apar ca inele concentrice. Roca ignee este expusă în interior și există riolite și gabroși care au suferit modificări hidrotermale și o megabrecie centrală. Structura este, de asemenea, locația unor acumulări excepționale de artefacte arheologice acheuliene.

## Descriere
Structura Richat este un dom profund erodat, ușor eliptic, cu un diametru de 40 kilometri (25 mi). Roca sedimentară expusă în această cupolă variază de la Proterozoicul târziu în centrul domului până la gresie ordoviciană în jurul marginilor sale. Rocile sedimentare care compun această structură se înclină spre exterior la 10-20°. Eroziunea diferențială a straturilor rezistente de cuarțit a creat cueste circulare de relief înalt. Centrul său constă dintr-o brecie silicioasă care acoperă o suprafață de cel puțin 30 kilometri (19 mi) în diametru.  

## Diverse
Există supoziții după care această formațiune ar fi fost legendara Atlantida.